# Marco Genthe

Marco Genthe, 2021

Marco Genthe (* 18. März 1967 in  Bremen) ist ein deutscher Politiker (FDP). Von 2013 bis 2022 war er Mitglied des Niedersächsischen Landtages.

## Ausbildung und Beruf
Nach dem Abitur 1987 und dem Grundwehrdienst studierte Marco Genthe Rechtswissenschaften. Das erste juristische Staatsexamen legte er 1994, das zweite 1999 ab. 1998 wurde er zum Dr. jur. promoviert. Er ist als Rechtsanwalt in Weyhe tätig. Nach dem zweiten Staatsexamen gründete er die Rechtsanwaltskanzlei Dr. Genthe & Dr. Hornauer in Weyhe, in 2010 eröffnete eine Zweigstelle in Nienburg/Weser.

## Politische Tätigkeit
Marco Genthe ist seit 2001 Mitglied der FDP. Er ist Vorsitzender des FDP-Kreisverbandes Diepholz und Mitglied des Vorstandes des FDP-Bezirksverbandes Osnabrück und Mitglied des Landesvorstandes der FDP-Niedersachsen. Seit 2001 gehört er dem Gemeinderat von Weyhe an, seit 2006 dem Kreistag des Landkreises Diepholz. Von 2006 bis 2016 war er dort Vorsitzender des Ausschusses für Feuerschutz, Sicherheit und Verkehr.
Genthe vertrat die FDP-Fraktion im Niedersächsischen Landtag als Mitglied im Ausschuss für Rechts- und Verfassungsfragen sowie im Unterausschuss „Justizvollzug und Straffälligenhilfe“. In den Ausschüssen für Inneres und Sport sowie im Ausschuss zur Kontrolle besonderer polizeilicher Datenerhebungen war er Mitglied und stellvertretendes Mitglied im Ausschuss für Verfassungsschutz.
Bei der Landtagswahl 2013 wurde er über Platz 10 der Landesliste in den niedersächsischen Landtag gewählt. Zur vorgezogenen Landtagswahl am 15. Oktober 2017 kandidierte er erneut für die Freien Demokraten und zog über Listenplatz 4 der Freien Demokraten wieder in den Landtag ein. In der Fraktion der Freien Demokraten im Landtag war Genthe Sprecher für Recht, Verfassung und Justizvollzug sowie Innenpolitik.
Da die FDP bei der Landtagswahl 2022 mit nur noch 4,7 Prozent der Stimmen an der Fünfprozenthürde scheiterte, verpasste er den Wiedereinzug in den Landtag und schied als Abgeordneter im November 2022 aus.
Marco Genthe wohnt in Weyhe, ist verheiratet und hat zwei Kinder.